# Frappeur suppléant

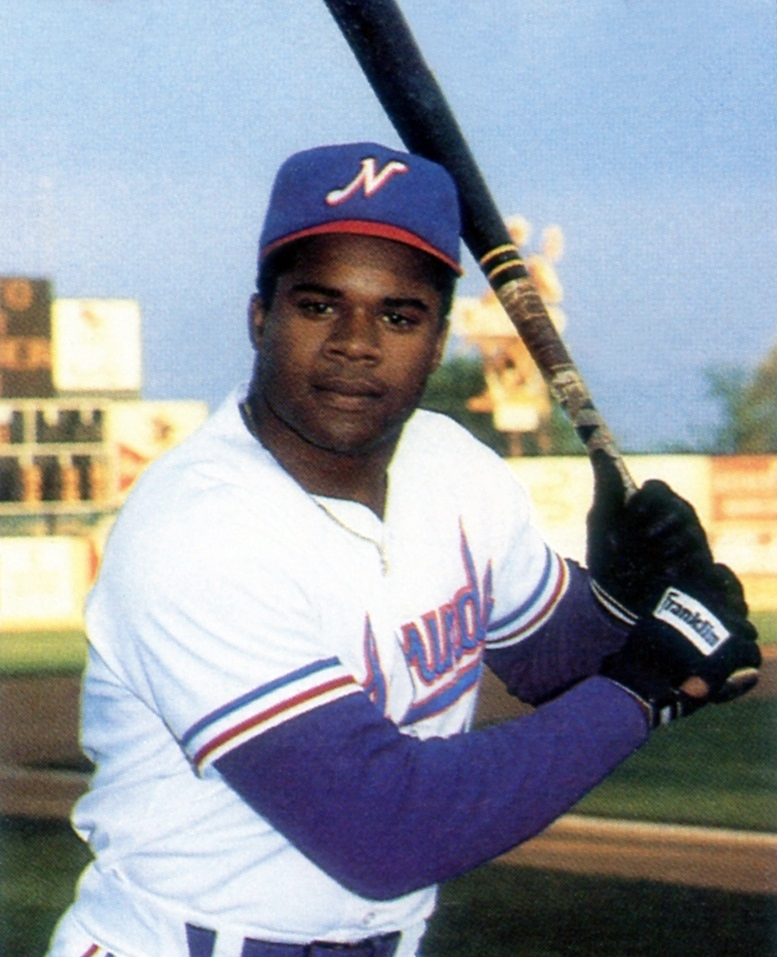
Lenny Harris, frappeur suppléant, en 1988, des Nashville Sounds.

Au baseball, un frappeur suppléant, frappeur d'urgence ou frappeur de relève, est un frappeur substitut qui est envoyé au bâton à la place d'un autre joueur.
Le joueur qui a été remplacé par un frappeur suppléant est retiré du match et ne pourra faire une nouvelle apparition dans la partie.

## Stratégie
Dans les Ligues majeures de baseball, les frappeurs suppléants peuvent être amenés dans la rencontre pour une multitude de raisons stratégiques, mais ils sont souvent utilisés pour remplacer les lanceurs, généralement réputés pour ne pas être d'excellents frappeurs. Pour cette raison, le recours au frappeur suppléant était plus fréquent dans la Ligue nationale jusqu'à ce qu'elle adopte la règle du frappeur désigné, contrairement à la Ligue américaine car elle incluait le lanceur dans l'alignement des frappeurs. La Ligue du Pacifique au Japon utilise également le frappeur désigné, réduisant les possibilités où un frappeur suppléant sera nécessaire.
Un frappeur suppléant est employé lorsque le gérant croit que celui-ci sera davantage en mesure de frapper un coup sûr, atteindre les sentiers ou faire avancer les coureurs qui s'y trouvent.

## Records
Quelques records des Ligues majeures de baseball comme frappeur suppléant.
Ces chiffres ont été mis à jour après la saison 2009.
Dans l'histoire
- Présences au bâton : Lenny Harris (805).
- Coups sûrs : Lenny Harris (212).
- Circuits : Cliff Johnson (20).
- Grands chelems : Willie McCovey, Ron Northey, Rich Reese (3).

En une saison
- Présences au bâton : Lenny Harris (83 en 2001 avec les Mets de New York).
- Coups sûrs : John Vander Wal (28 en 1995 avec les Rockies du Colorado).
- Coups sûrs consécutifs : Dave Philley (8 avec Phillies de Philadelphie en 1958) et Rusty Staub (8 avec les Mets de New York en 1983).
- Circuits : Dave Hansen (7 avec les Dodgers de Los Angeles en 2000) et Craig Wilson (7 avec les Pirates de Pittsburgh en 2001).
- Buts-sur-balles : Matt Franco (20 avec les Mets de New York en 1999).